# Мёрс (графство)
Графство Мёрс — государство в составе Священной Римской империи, располагавшееся на левом берегу Нижнего Рейна и включавшее в себя города Мёрс и Крефельд, а также некоторые близлежащие города и районы. Хотя графство было официально распущено ещё в 1797/1801 году, его до сих пор часто называют «Графшафтер» в качестве дополнительного обозначения в названиях муниципальных учреждений и компаний.

## История

### Ранние средние века

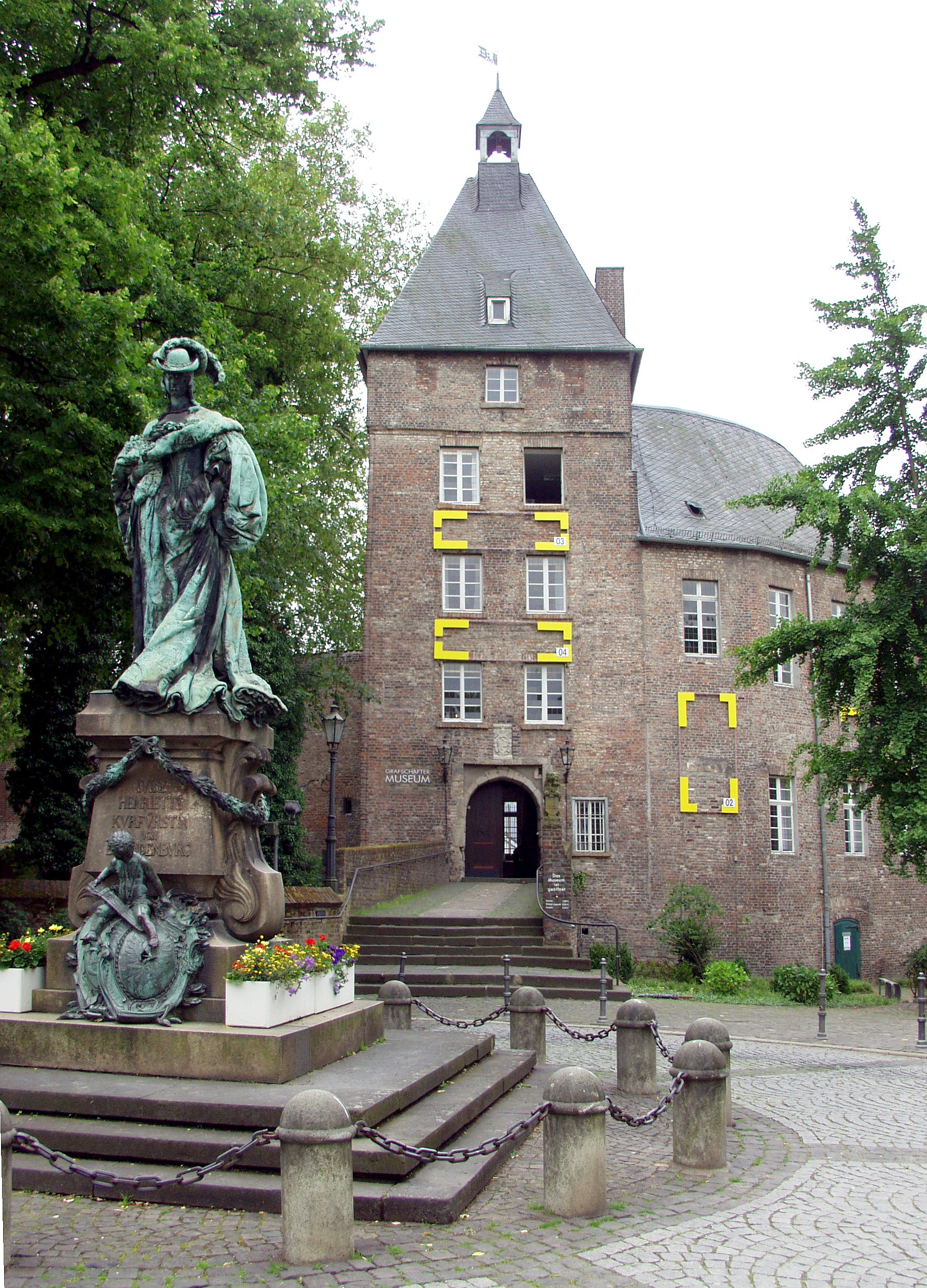
Замок Мёрс

После того, как римляне ушли из Нижнего Рейна, следующие несколько столетий нет никаких документов о данной территории. В районе Асберга было раскопано очень мало отдельных находок франков в период с IV по VI вв. В 1932 году в Эйк-Вест была обнаружена франконская могила. Но только в 1957 году эта область стала изучаться более интенсивно. К 1959 г. было раскопано 163 могилы, в некоторых из которых был ценные находки. Основной период использования этого могильного поля был между 570 и примерно 650 г. н. э.. Самая старая находка поселения в центре города Мёрс — серо-голубой сферический горшок, датируемый IX в. и указывающий на наличие поселения ещё до строительства первого здания в районе замка.
Следующая достоверная документальная новость об этом районе доступна только с XI века. Утверждения, что Карл Великий держал рейхстаг во Фримерсхайме в 799 г., относится к предположительно поддельному документу.
В документе от 855 г. дворянин Хатто передал монастырю Эхтернах большой господский дом с лесом, лугами, водой, мельницей и 42 крепостными в районе Репле. Некоторые историки предположили, что сегодняшним Репеленом был этот Репле. Деревенская церковь является одной из старейших церквей на левом берегу Нижнего Рейна, поскольку, как говорят, первоначально она была небольшой часовней и была предположительно освещена в VII в. во имя настоятелем монастыря Эхтернах и святого Виллиброрда.
Монастырь Верден, основанный в конце VIII в., в следующем веке получил бенефециар, а затем некоторые фермы и районы в районе более позднего графства. В реестрах этого монастыря за 1160 год значится дворянин из района Мёрс. В Кодексе Ульфилы из архива аббатства говорится: «Вильгельм .. граф де Мёрс .. annis 8 obiit 1160 20 Junii». Этот граф Вильгельм был аббатом аббатства с 1152 по 1160 год и, таким образом, первое упоминание о правителях «фон Мёрс».
Следующими задокументированными правителями были Эльгерус и Теодорих де Мурс. В качестве свидетелей они задокументировали урегулирование архиепископом Кельна спора между городами Оссум и Керпен в 1186 году. Это свидетельство показывает, что позднейшие графы Мерс изначально были вассалами архиепископов Кельна. Другим свидетельством этого является старейший из известных Moerser Schöffensiegel. Это используется в документе от 1306 года. В этом документе рыцарь Дитрих фон Мёрс вынес решение по юридическому спору членов жюри Мёрса. Поскольку суд присяжных Нойса был следующей высшей инстанцией (Оберхофом) для судов присяжных Мерса и Крефельда до середины 15 века, это также показывает, что дворяне Мёрс изначально относились к сфере влияния кельнских архиепископов.

### Расположение и состав
В XII и XIII веках графство Мерс на севере и юге граничило с Кельнским архиепископством, на востоке — с графством Клеве, на юго-востоке — графством Берг и графством Гельдерн на западе.
- Помимо города Мёрс, в состав владений входили нынешние районы Дуйсбурга Берль, Фримерсхайм, Хохеммерих, Румельн с частями Кальденхаузена, Эструма и Хомберга, район сегодняшнего города Нойкирхен-Флуйн, Капеллен и Репелен.
- В качестве эксклава в курфюршестве Кёльн к юго-западу от Мерса графство имело Крефельд с замком Кракау (резиденция дроста Мёрс). Кроме того, по старому договору о наследовании так называемый Папенбург на территории нынешнего Крефельдского района Хюльс принадлежал графству с соответствующим участком дороги (Мерсише-штрассе).
- Некоторые небольшие районы на нынешнем правым берегу Рейна, такие как Касслерфельд в Дуйсбурге, который до переноса русла Рейна в XII в. был на левом берегу, также принадлежали графству Мёрс до 1795/1801 гг.[7]
- Помимо этих областей, в средние века Брюгген, Дюлькен, Дален, Зюхтельн и Вассенберг входили в состав графства в течение нескольких лет.[8][Anm. 2]
- В 1399 г. через наследство и выкуп перешло графство Саарверден, бывшее под властью Священной Римской Империи из-за пресечения династии правителей; но уже в 1417 году он снова был отделен по наследству как графство Мёрс-Саарверден.

### Графство Мёрс (XIII—XVI вв.)
Пока неизвестно, где располагалась первоначальная аллодиальные владения графов Мёрс. Первое задокументированное приобретение недвижимости в районе замка Мёрс датируется 1288 г., когда Дитрих и Фридрих фон Мёрс купили здесь недвижимость у Верденского аббатства.
Дитрих I фон Мёрс (1226—1262) — первый задокументированный правящий граф. В документе от 1226 г. он подтвердил покупку участка земли у аббатства Кэмп.
Дитрих II принял участие в битве при Воррингене на стороне графа Гельдерна и курфюрста Кёльна. Чтобы защитить себя на случай поражения союзников, он ранее признал власть графов Клеве над областью Мёрс. Клеве был нейтрален в этом споре и, следовательно, смог получить вотчину и, таким образом, право собственности на графство от пленного графа фон Мёрса после окончания войны.
Эта феодальная зависимость оспаривалось графом Мёрс Фридрихом I, правившим с 1346 по 1356 гг. Его преемник Дитрих VI при начале правления подтвердил зависимость в письменной форме, но в 1361 г. затем сумел заставить Клеве подтвердить, что замок и земля Мёрс не являются вотчиной Клеве.
Граф Клеве Адольф I выдвигал претензии, его спор с графом Мёрс Фридрихом III был решен епископом Кельна в арбитраже: это феодальное владение на срок полномочий Фридриха III. быть действительным.
Изначально принадлежавшая графам Мёрс небольшая территория расширялась за счёт захвата, покупок и формального юридического признания. Например, император Людовик IV утвердил ответственность графа Дитриха III фон Мёрс в 1317 г. охотничью привилегию (нем. Wildbannforst) в переданном Клеве феодальном владении, и ему также было разрешено взимать там пошлины.
Однако в попытках расширить территорию часто приходилось преодолевать сопротивление старых владельцев. Примером этого является приобретение графами области Фримерсхайм. В этом районе Верденскому аббатству принадлежало множество ферм и поместий. Чтобы закрепить это, в 1297 г. аббат письменно обязал судебного пристава аббатства не передавать бейливик Фримерсхайма с Борхом и Влюйном графам Мёрсам и передать вотчину аббатства в этой области рыцарю Вильгельму фон Фримерсхайм. Однако в 1366 г. Бодо фон Фримерсхайм столкнулся с финансовыми трудностями и заложил свои права рыцарю Иоганну фон Мёрсу за 11 800 золотых шиллингов. Поскольку залог не был выкуплен, аббат Вердена Иоганн фон Спилберг был вынужден передать Фримерсхайм графам Мерс в качестве феодального владения в 1385 году. В 1392 году владение Фримерсхайм с владениями во Влуине законно стало частью графства путем дополнительной покупки..
При графе Дитрихе IV (1356—1372 гг.) влияние графства стало значительно укрепляться, началось сближение с герцогом Гелдерна Рейнальдом III и ослабление старых связей с Кельном и Клеве. Ещё одним преимуществом было то, что рыцарь Иоганн фон Мерс дал герцогу Гелдерна Эдуарду 30 000 экю в 1364 году в обмен на получение в залог области Миллен и Вальдфойхт с городком Гангельт. Поскольку Гангельту принадлежало право чеканить монеты, Мёрсы теперь сами могли заниматься этим ремеслом.
Благодаря хорошим отношениям с императором Карлом IV у Дитриха IV и его брата рыцаря Иоганна, в 1371 г. рыцарь Иоганн фон Мёрс получил от императора разрешение взимать пошлину с товаров «на суше и на воде» в районе Фримерсхаймера или Гомбергер-Верта. Это таможенное разрешение было изменено ещё в 1372 году, и теперь, взимать его могли Иоганн и Фридриха фон Мёрсы, а также граф Марка Энгельберта III. В 1372 г. с разрешения графа фон Мерса, Иоганн сдал свое право в аренду графу Энгельберту в обмен на ежегодную уплату наследственного сбора.
В 1379 году немецкий король Венцель отменил все рейнские тарифы между Андернахом и Рисом. Вскоре, однако, бенефициары 1372 г. снова получили таможенную очистку в районе Хомбергер-Верт. В 1392 году графы Клеве и фон дер Марк договорились, что после его смерти доля графа Энгельберта перейдет к графу Клеве в обмен на уплату арендной платы в размере 50 шильдов семье Мёрс.
С 1393 г. благодаря залогу все таможенные поступления перешли в руки Мёрс. Разрешение графам Моерсам взимать пошлину было подтверждено королем Венцелем в 1398 г. Кроме того, король призвал графа Адольфа I Клевского и графа Дитриха I фон Марка не препятствовать Мёрсам в сборе таможенных пошлин. В 1411 г. по арбитражному решению кельнского архиепископа Фридриха III права Мёрсов на рейнские таможенные сборы была подтверждена, но с 1541 года они перешла к герцогам Клеве.
С дальнейшего разрешения императора в 1373 году графам было разрешено управлять монетным двором во Фримерсхайме или Дидеме. Разрешение касалось чеканки золотых флоринов и серебряных монет. Благодаря возросшим финансовым возможностям графы Мёрс могли приобретать новые владения и усиливать влияние в районе Нижнего Рейна.
Графство достигло наибольшей местной власти при Фридрихе III, который приобрел наследственные права на графство Саар-Верден через брак, которые были реализованы в 1399 году. Он правил двумя графствами, которые были географически разделены, но объединены под властью графа Моерса. Поскольку зять графа Фридрих III фон Саар Верден и его сын Дитрих II были архиепископами и курфюрстами Кельна, влияние Мёрсов ещё больше выросло. После смерти Фридриха III личная уния двух графств завершилась.
Фридрих IV фон Мёрс в 1421 году он приобрел юлихские области Борн, Ситтард и Сюстерен, заложив их, но позже они были выкуплены Юлих-Бергом. Винцент фон Мёрс был последним графом из этой семьи, правившим с 1448 по 1493 год. Его правление совпало с периодом, когда велись локальные войны из-за принадлежности и территориальных границ некоторых графств и герцогств в Нижнем Рейне и на территории нынешних Нидерландов и Бельгии. Как союзник герцога Адольфа и его сына и преемника Карла, он участвовал в войнах бургундского герцога Карла Смелого за герцогство Гельдерн с Кёльнским архиепископством.
Хотя Винцент был назначен покровителем герцогства поместьями в Гельдерне в 1471 году, ему пришлось уступить превосходящим финансовым и военным возможностям Бургундии. В 1473 году Карл Бургундский в значительной степени завоевал герцогство Гельдерн, графство Мёрс было оккупировано в июле, вынудив графа бежать. После этого войска двинулись на юг в сторону Нойса, чья осада продлилась с июля 1474 г. по май 1475 г. и закончилась перемирием после вмешательства имперской армии. Карл Смелый отвел свои войска в сторону Швейцарии и северной Франции, и графство Мёрс было освобождено.
Граф Винцент вернулся в Мёрс, но он имел большие долги из-за участия в борьбе за Гельдерн и Кельн. Обещанные ему выплаты за понесённые расходы все же были признаны, но фактически выплачены лишь в незначительной степени. Из-за больших долгов и преклонного возраста граф в 1480 г. сроком на 14 лет по договору передал свои замки и города герцогу Юлих-Берга Вильгельму. По истечении оговоренного срока замки и города должны были быть переданы его внуку Бернхарду, жившему при герцогском дворе.
Несмотря на свои сильно ограниченные возможности, граф Винцент отправился в Париж в 1493 году, чтобы выкупить пленённого в ходе франко-бретонской войны Карла Гельдернского. Поскольку имевшихся в его распоряжении средств было недостаточно, он обменял своего внука на Карла в качестве заложника.
Этот поступок разозлил императора Максимилиана I, который требовал герцогства Гельдерн для своего семьи Габсбургов. Таким образом, графство Мёрс было оккупировано имперскими войсками, и графу Винценту снова пришлось бежать. Чтобы не потерять графство для своей семьи навсегда, он в 1493 г. передал его мужу своей внучки Маргариты графу Вильгельму III фон Вид и удалился в Кельн. Поскольку гнев короля также затронул Бернхарда, который участвовал в обмене заложниками, тот тогда не мог стать графом. После того, как невыплаченный выкуп был полностью выплачен в середине 1500-х годов, Бернхард был освобожден французами.
После того, как граф Винченц умер в Кельне в 1499 году, некоторые члены дворянского дома фон Мёрс попытались изгнать графа Вильгельма фон Вида. В 1500 году один из внуков Фридриха IV Иоганн фон Саар Верден на основе воли Фридриха III потребовал, чтобы его назначили исполняющим обязанности графа. Это предусматривало, что при наследовании могла учитываться только «мужская линия». Поскольку Иоганн фон Саар Верден находился на службе у Максимилиана I, нельзя было исключать положительного решения .
Однако в то же время Бернхард фон Мёрс потребовал восстановления его в наследстве, против «лишения наследства» он выступал ещё в плену. После освобождения он переехал в Мерс с наемниками, которые были предоставлены в его распоряжение городом Везель и герцогством Гельдерн, и потребовал допуск в город. В то время в Графеншлосе дислоцировались войска из графства Вид, в то время как Вильгельм находился в замке Кракау, а его жена Маргарита фон Вид унд Мёрс — в замке Мёрс. Войска, дислоцированные в замке, держали осаду в течение трех недель. После того, как Маргарет бежала, жители Мёрса дали апонаж Бернхарду
Теперь Бернхард обратился к императору и попросил восстановить его права графа Мерса, также договорившись со своим двоюродным братом Иоганном фон Саар Верденом, что тот станет его преемником, если он сам не оставит детей. Прежде чем Максимилиан смог принять решение, в июле 1501 г. Бернхард был отравлен во время визита ко двору герцога Гельдерн, смерть забрала последнего прямого мужского представителя династии графов Мёрс.

### Смена династии (XV—XVI вв.)
С 1493 года графство Мёрс перешло к графству Вид. В 1494 г. он уступил дворец, замки и земли Дюлькен, Далем, Бенрат и Зюхтельн, которые какое-то время принадлежали графству в качестве залога, в счет погашения части долга герцогу Юлих-Берг. Кроме того, в то же время город и штат Вассенберг, а также города, замки и районы Брун, Ситтард и Сустерен были возвращены после возмещения долга и дополнительной выплаты в 24 тыс. гульденов.
С 1500 г. правителем стал внук Фридриха IV 2-степени родства Иоганн фон Саар Верден, заручившийся поддржкой архиепископа Кельна Германа IV и императора. Благодаря этой поддержке дом Вид стал законным наследником.
Иоганн фон Саар Верден умер бездетным в 1507 году, и его брат Якоб фон Саар Верден на короткое время принял наследство. Однако он не мог долго удерживать графство, так как после смерти своего брата Вильгельм III фон Вид снова потребовал графство. Вильгельм III пожаловался капитулу Кельнского собора, и хотя иск был принят главой собора, Якоб фон Саар Верден не признал его юрисдикцию. Вильгельм III имел поддержку герцога Юлих-Клеве-Берг, который также оказал ему военную помощь. 14 сентября 1510 г. объединённые войска осадили и захватили город Мёрс. Якобу фон Саар Вердену пришлось бежать, в 1515 г. Вильгельм III фон Вид был признан графом со стороны Максимилиана I.
Вильгельм II Нойенарский в 1519 г. стал графом после передачи титула от Вильгельма III. Вильгельм II женился на дочери Вильгельма фон Вида Анне фон Вид и Мерс в середине 1518 г. Теперь Мёрс перешел к благородному дому Нойенар. Однако Вильгельму II пришлось снова признать феодальную зависимость от Клеве, чьи правители в то время были влиятельны на левом берегу Нижнего Рейна. После урегулирования спора между герцогом Вильгельмом V и графом Вильгельмом II, феодальные владения Крефельд, Кракау и графство Мёрс были впоследствии подтверждены и закреплены договором в 1541 году. В обмен на передачу Крефельда и замка Кракау и отсрочкой уплаты таможенной пошлины Орсой в 300 гульденов графы Мёрс отказались от имперского поместья и нескольких других спорных владений.
Когда Вильгельм II умер в 1552 году, ему наследовал его сын Герман фон Нейенар Младший. Однако дворянская семья Нассау-Саарбрюккен уже предъявила претензии на наследство графству Мерс ещё при Вильгельме II на основе брака Катарины фон Мёрс унд Саарверден с графом Иоганном Людвигом III фон Нассау-Саарбрюккеном. Екатерина была единственной дочерью и наследницей графа Иоганна II фон Мёрс унд Саарверден и Анна фон Берг Херенберг, что давало прав ана половину Саар Верден, Лар и Мальберг.. Мирного решения этого спора достичь не удалось, и, начиная с 1555 г., и император с камеральным судом несколько раз изучали дело. Промежуточные решения не были признаны ни одним из двух оппонентов, так что спор продолжался десятилетиями без решения и стал неактуален лишь с приходом к власти Оранской династии. Ситуация в графстве Мёрс ухудшилась в результате религиозных споров, которые начались во второй половине XVI в. и особенно в результате Нидерландской революции.

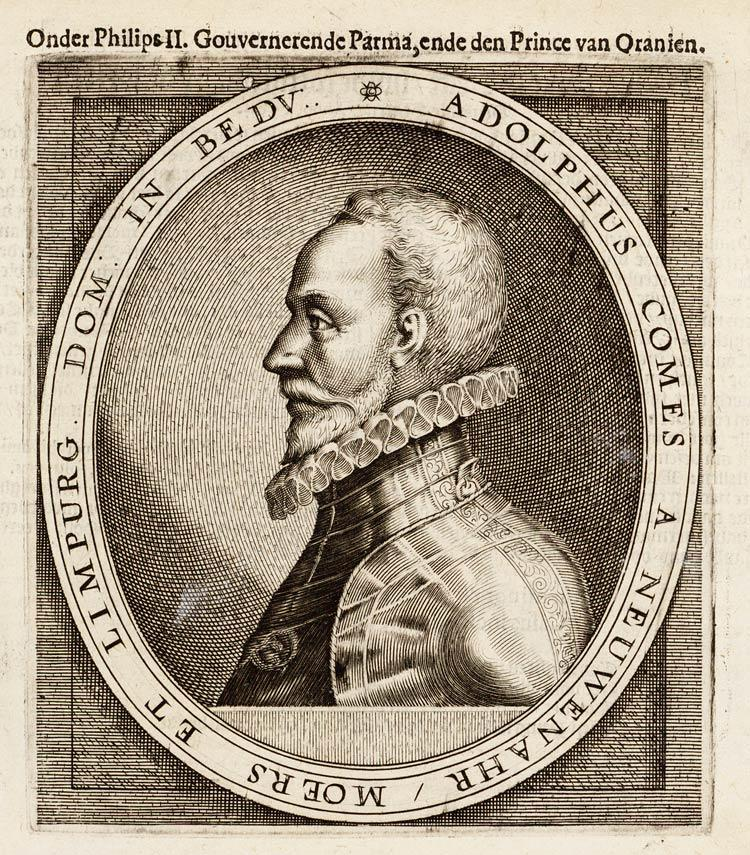
Адольф фон Нойенар.

При графе Германе фон Нойенар-Мёрсе Реформация была введена в 1561 г. с новым реформированным церковным порядком. После его смерти в 1578 г., графом стал его племянник Адольф фон Нойенар, который женился на сестре Германа Анне Вальбург 1546 гю Помимо графства Мёрс, он также унаследовал обширные разрозненные владения в Альпах и графстве Лимбург. Продолжились споры с герцогством Клеве, которое требовало вернуть графство. В 1579 году было достигнуто соглашение, по которому Вильгельм V передал графство Мёрс графу Адольфу в пожизненное владение от имени его жены Анны Вальбург. В случае смерти бездетной пары графство должно было вернуться к Клеве.
При Адольфе начавшийся в 1575 г. ремонт замка Мёрс был завершен, и кальвинизм стал главенствующей религией графства с 1581 г. Между 1567 и 1586 гг. последовал новый судебный приказ, три полицейских приказа и приказ о кустах и древесине для графства.
Поддержал перешедшего в реформацию архиепископа Кельна Гебхарда Трухзеса фон Вальдбурга и вовлек графство в Кёльнскую войну. Как командующий войсками Вальдбурга, он противостоял испанцам. Из-за растущих завоеваний испанцев в южных Нидерландах и в Гельдерне жена графа Адольфа Вальбурга была вынуждена бежать из Мёрса в Арнем уже в июле 1584 года. Хотя граф Адольф стал губернатором Гельдерна и Оверэйссела в 1584 г., а также Утрехта с 1585 г., он не смог остановить испанцев.
При Адольфе Нойс был завоеван 19 мая 1585 года, а принадлежавший Кёльнскому архиепископству монастырь Камп был разрушен в 1586 г., но уже в июле 1586 года Нойс был снова захвачен испанцами. За этим последовало в августе 1586 г. завоевание графства с городом Мёрс, которое было оккупировано испанцами до 1597 года. После испанской оккупации в 1586 году графство с городом Мерс стало частью герцогства Юлих. Только Райнберг, который был городом из курфюршества Кельна, но находился в пределах графства, позже был завоеван курфюрстом и испанскими войсками в феврале 1590 г.
После смерти графа Адольфа 7 октября 1589 г., который получил смертельное ранение в результате взрыва пороха, его вдова Анна Вальбург не смогла унаследовать графство из-за испанской оккупации. Она также не видела возможности успешно реализовать свое требование. По договору от 20 ноября 1594 г. вдова, жившая в то время в изгнании, передала графство своему родственнику Морицу Оранскому. Он осадил город в 1597 году, смог взять его без боя и заставил испанцев отступить. Анна Вальбург жила в Мёрсе до самой своей смерти, 3 февраля 1598 г. снова подтвердила передачу графства в дар Оранской династии.

### Герб
На фамильном гербе графов Мёрс изображена золотая черная полоса; на шлеме с черными и золотыми намётами изображен пём.

## Комментарии
1. ↑  Dass Repelen mit «Reple» (oder auch «Replo(e)» geschrieben) identisch sei, kann aber nicht belegt werden. Aktuelle Historiker sind der Meinung, dass der Herrenhof nicht in Repelen, sondern in «Reppel» in Nordbrabant gelegen habe. Nachweis: Margret Wensky, 2000, Band 1, Geschichte der Stadt Moers, S. 126/7.
2. ↑  Friedrich IV. erhielt diese Gebiete als «Pfandschaften» 1421 von Rainald von Jülich-Geldern. 1423 wurden diese Pfandschaften von Adolf VII. von Berg und dessen Miterben nach einer erneuten Zahlung bestätigt. Im Juni 1494 löste Wilhelm von Jülich-Berg diese Pfandschaften aus (Nachweis: Hugo Altmann, «Moers», NDB 17, 1994, S. 680—682). Bei den Verhandlungen zum Vertrag von Venlo 1543 verzichtete Wilhelm II. von Neuenahr auf die Rechte aus diesen ehemaligen Pfandschaften (Nachweis: Hermann Altgelt: Geschichte der Grafen von Moers, 1845, S. [101]87).
3. ↑  Theodor Joseph Lacomblet führt für den Verkauf der «Werdener» im «Urkundenbuch für die Geschichte des Niederrheins oder des Erzstiftes Köln.» Band 2, 1201—1300, in der Urkunde 834 als Datum den 1. Januar 1287 an.
4. ↑  Wegen der lückenhaften Datenlage gibt es sowohl für die «Friedrichs» wie auch die «Dietrichs» unterschiedliche Zählweisen. Der angeführte Friedrich I. wird beispielsweise auch von einigen Historikern als Friedrich II. gezählt.
5. ↑  Im 14. Jahrhundert hatte sich der Verlauf des Rheines im Bereich der Mündung der Ruhr erheblich verlagert. Dadurch lag die ehemalige Halbinsel «Homberger Werth» nun nicht mehr links-, sondern rechtsrheinisch. Da die rechte Rheinseite aber zur Grafschaft Kleve gehörte, hatten die Grafen von Kleve und von der Mark gegen das alleinige Zollrecht für die Moerser Widerspruch eingelegt.
6. ↑  Graf Vincenz hatte neben Friedrich noch einen zweiten ebenfalls früh verstorbenen Sohn Dietrich. Dieser hatte seinerseits auch zwei Söhne, Christoph und Dietrich. Diese hatte jedoch Vincenz von einem Erbe ausgeschlossen.
7. ↑  Maximilian I. wurde erst einige Jahre später zum Kaiser gekrönt. Weiterhin hatte der inzwischen verstorbene Bernhard von Moers im Falle seines Todes Johann von Saarwerden als seinen Nachfolger benannt.
8. ↑  Wilhelm III. von Wied hatte bei der Hochzeit auf ein Erbe von Wied verzichtet, und Anna war für Saarwerden nicht erbberechtigt. Wilhelm von Wied lebte bis zu seinem Tod um 1530 weiterhin in Moers.
9. ↑  Die Alpener Besitzung erhielt Adolf über seinen Vater Gumbrecht IV. und Limburg über dessen zweite Ehefrau Amöna von Daun-Falkenstein.